# Erichsonella cortezi
Erichsonella cortezi is een pissebed uit de familie Idoteidae. De wetenschappelijke naam van de soort is voor het eerst geldig gepubliceerd in 1977 door Brusca & Wallerstein.